# Matěj Vydra
Matěj Vydra (pronunție în cehă [ˈmacɛj ˈvɪdra], n. 1 mai 1992) este un fotbalist ceh care joacă pe postul de atacant pentru clubul englez Burnley din Premier League și pentru echipa naționale de fotbal a Cehiei.
A mai jucat pentru FC Chotěboř, Vysočina Jihlava, Baník Ostrava, Club Brugge, Udinese și Watford. El a fost, de asemenea, împrumutat de două ori la Watford.

## Cariera pe echipe
Vydra a fost cumpărat de Baník Ostrava de la Vysočina Jihlava în ianuarie 2010 la vârsta de 17 ani pentru 20 de milioane de coroane cehe (765.000 €). A petrecut șase luni la Baník Ostrava, unde a marcat patru goluri în 14 meciuri.

### Udinese
În iunie 2010, Vydra a ajuns la echipa italiană Udinese din Serie A,, și a fost votat de jurnaliștii sportivi, Revelația cehă a anului, pentru meciurile bune făcute la Baník Ostrava în sezonul 2009-2010. A fost împrumutat la Club Brugge în august 2011, dar a revenit la Udinese după ce a jucat doar două meciuri din cauza unei accidentări.

#### Watford (împrumut)
În iulie 2012 a fost împrumutat la Watford pentru sezonul 2012-2013. Vydra a marcat primul gol pentru Watford în victoria împotriva lui Crystal Palace de pe 18 august 2012, într-un meci care s-a terminat cu scorul de 3-2.
A marcat un gol împotriva echipei Leeds United pe 10 noiembrie. Vydra a înscris două goluri în două etape consecutiv, unul în victoria cu 2-0 obținută în fața lui Nottingham Forest pe 22 decembrie 2012 și unul în victoria cu 3-1 împotriva lui Brighton & Hove Albion pe 29 decembrie 2012. A marcat o altă dublă pe 12 ianuarie 2013 împotriva lui Middlesbrough. Vydra și-a continuat forma bună cu un alt gol marcat pe 19 ianuarie 2013 împotriva lui Huddersfield și apoi a reușit să marcheze cel de-al treilea gol în tot atâtea meciuri o săptămână mai târziu, marcând de două ori pe 26 ianuarie 2013 într-o victorie cu 3-0 cu Nottingham Forest. Forma sa bună a continuat, reușind să marcheze din nou în următorul meci al echipei sale împotriva lui Bolton de pe 2 februarie 2013. Meciul s-a terminat în cele din urmă cu 2-1 pentru Watford, iar Vydra i-a dat o pasă de gol lui Almen Abdi. După trei meciuri fără goluri, Vydra a reușit să marcheze cel de-al douăzecilea gol al campionatului într-o victorie cu 2-1 cu Derby County, la 23 februarie 2013.
La 25 martie 2013 a fost anunțat că a câștigat premiul pentru cel mai bun jucător din Championship în sezonul 2012-2013. Vydra a câștigat premiul clasându-se în fața lui Glenn Murray de la Crystal Palace și Thomas Ince de la Blackpool. A urmat o perioadă nefastă cu 13 meciuri fără gol marcat, însă a reușit să revină cu o dublă însemi-finala din play-off cu o victorie scor 3-2 la general cu Leicester. Sezonul lui Vydra de la Watford s-a terminat dezamăgitor, deoarece echipa sa a ratat șansa de a promova în Premier League, după ce a pierdut finala play-offului împotriva lui Crystal Palace și s-a accidentat la gleznă în timpul meciului, fiind nevoit să fie schimbat la pauza meciului.

#### West Bromwich Albion (împrumut)
Vydra s-a alăturat clubului West Bromwich Albion din Premier League pe 13 august 2013. El a marcat primul gol pentru echipă pe 21 decembrie 2013, egalând pentru West Brom într-o remiză din Premier League scor 1-1 împotriva lui Hull City. La 22 februarie 2014, Vydra a marcat cel al doilea gol pentru West Brom, egalând în meciul împotriva lui Fulham care s-a terminat cu scorul de 1-1. A marcat cel de-al treilea gol pentru echipă într-o remiză, scor 3-3 împotriva lui Tottenham, în care Vydra a marcat primul gol după numai 28 de secunde.

#### Întoarcerea la Watford
La 26 iunie 2014, Watford a anunțat că l-a readus pe Vydra sub formă de împrumut pe termen lung de la Udinese, cu opțiunea de a face mutare permanentă. Vydra a reușit să se întoarcă cu un gol marcat în victoria cu 3-0 cu Bolton Wanderers de pe 9 august 2014. La 25 aprilie, a intrat de pe banca de rezerve pentru a înscrie în victoria lui Watford cu Brighton & Hove Albion, scor 2-0, care a avut loc pe Stadionul Falmer și în urma căreia Watford și-a asigurat promovarea înapoi în Premier League, fiind ajutați și de adversarii care i-au încurcat contracandidatele la promovare cu Vydra marcând 16 goluri în Championship.

### Watford
Vydra a fost luat definitiv de Watford în iulie 2015, când jucătorul a semnat un contract pe cinci ani. A început sezonul 2015-2016 în urma lui Odion Ighalo și Troy Deeney, iar pe 25 august 2015 a jucat pentru Watford într-o înfrângere scor 1-0 suferită în fața lui Preston în Cupa EFL.

#### Reading (împrumut)
La 1 septembrie 2015, Reading l-a adus pe Vydra sub formă de împrumut pe un sezon, pentru suma de 2,5 milioane de lire sterline, cu opțiunea de a-l transfera definitiv pentru suma de 10 milioane de lire, dacă ar fi promovat în Premier League în sezonul 2016-2017. El și-a făcut debutul la Reading pe 11 septembrie 2015 într-o victorie scor 5-1 împotriva lui Ipswich Town. El a înscris primul gol pentru club pe 31 octombrie într-un meci încheiat la egalitate, scor 1-1 împotriva lui Brighton.
La 19 ianuarie 2016, într-o rejucare din runda a treia a Cupei Angliei, a marcat un hat-trick într-o victorie cu 5-2 cu Huddersfield Town. În total, a marcat 9 goluri în 36 de meciuri în toate competițiile pentru club, terminând ca al doilea golgheter al clubului (în spatele lui Nick Blackman) în sezonul 2015-2016.

### Derby County
La data de 27 august 2016, Derby County a anunțat că Vydra a semnat un contract pe patru ani, suma de transfer fiind de aproximativ 8 milioane de lire sterline. El a înscris primul gol pentru club într-o înfrângere scor 2-1 cu Blackburn Rovers pe 24 septembrie 2016. În primul său sezon la Derby a marcat 5 goluri în 33 de meciuri în EFL Championship, intrând din postura de rezervă în 13 din acestea cu Vydra jucând pe mai multe posturi, cu Tom Ince, Darren Bent, Johnny Russell și David Nugent bătându-se pentru locul de titular în atacul lui Derby.
Vydra a marcat primul său hat-trick pentru echipă într-o victorie scor 3-0 în deplasare cu Middlesbrough pe 25 noiembrie 2017. După ce Tom Ince a fost vândut și după cumpărarea atacanților Sam Winnall și Cameron Jerome, Vydra a ajuns să joace pe poziția sa favorită de vârf retras în spatele unui vârf împins, această poziție fiind ocupată prin rotație de Winnall, Jerome, David Nugent sau Chris Martin Golurile marcate de el în timpul sezonului 2017-2018 au ajutat-o pe Derby să ajungă în semifinalele playoff-ului, în care a fost eliminată de Fulham.
În aprilie 2018, a fost numit în echipa PFA Championship a anului și, de asemenea, în echipa EFL Championship a anului. El a înscris 22 de goluri în toate competițiile și a primit Gheata de Aur Sky Bet Championship, după ce a înscris 21 de goluri în campionat în sezonul 2017-2018. Pe 1 mai, Vydra a câștigat 3 premii la ceremonia de decernare a premiilor clubului, câștigând premiul pentru Jucătorul Anului, Jucătorul Anului votat de ceilalți jucători și premiul Jack Stamps pentru cel mai bun jucător al anului.
În iulie 2018, Vydra a purtat discuții cu echipa Leeds United din Championship care și-a exprimat dorința de a-l transfera. Cu toate acestea, după mai multe săptămâni de negocieri, mutarea a a căzut.

### Burnley
Pe 7 august 2018 Vydra a semnat cu Burnley un contract pe 3 ani, cu suma de transfer nefiind făcută publică.

## Cariera la națională
Vydra a jucat timp de cinci ani la echipele naționale de tineret ale Cehiei începând cu categoria de vârstă sub-16 ani și terminând cu cea sub 21 de ani. În august 2012, a fost chemat pentru prima oară la echipa mare a Cehiei, pentru meciul de calificare la Campionatul Mondial cu Danemarca și pentru un meci amical cu Finlanda. Vydra a jucat în primele 73 de minute împotriva Danemarcei, într-un meci care s-a terminat cu o remiză fără goluri. A marcat primul gol pentru echipa națională cu capul la 26 martie 2013 într-un meci de calificare la Campionatul Mondial împotriva Armeniei, deschizând scorul într-o victorie cu 3-0. Vydra a marcat și cel de-al doilea gol al meciului, reușind să-i fure mingea unui fundaș armean, după care l-a învins pe portar cu un șut din afara careului.